# Lockheed AC-130
Lockheed AC-130 Spectre/Spooky este o aeronavă de atac la sol cu capacități de artilerie zburătoare. Aparatul de zbor este produs de firma Lockheed și constituie o variantă a avionului de transport C-130 Hercules, iar firma Boeing este răspunzătoare de conversia sa în avion de atac la sol (gunship) și de întreținerea acestuia.
Singurul utilizator al acestui avion este United States Air Force, care are în uz variantele AC-130H Spectre și AC-130U Spooky. AC-130 este propulsat de patru motoare turbopropulsoare și poate decola și ateriza de pe piste relativ scurte. Gama de armament variază de la tunul automat Gatling de calibru 20 mm până la tunul-obuzier de calibru 105 mm. Echipajul standard este format din 12 sau 13 persoane, dintre care cinci sunt ofițeri (doi piloți, un navigator de bord, un specialist în război electronic și un ofițer de artilerie), iar restul subofițeri profesioniști (inginer de zbor, operatori de electronică și trăgători aerieni).

## Aplicații
Aviația militară a SUA (US Air Force) folosește aeronavele AC-130 pentru sprijin aerian de luptă de proximitate, interdicție aeriană și pentru protecția forțelor terestre și a obiectivelor proprii.

Rolul de sprijin aerian include sprijinirea trupelor terestre (infanterie și blindate), escortarea de convoaie și sprijin aerian pentru de operațiile urbane.

Misiunile de interdicție aeriană se fac împotriva unor obiective care urmează a fi atacate de către alte forțe proprii.

Misiunile de protecție a obiectivelor proprii includ apărarea bazelor aeriene, bazelor de operare și altele.
Escadrilele de AC-130 sînt staționate la Hurlburt Field în nord-vestul Floridei și fac parte de AFSOC (Air Force Special Operations Command), care este o componentă a SOCOM (United States Special Operations Command)

## Operatori
Statele Unite ale Americii
- United States Air Force

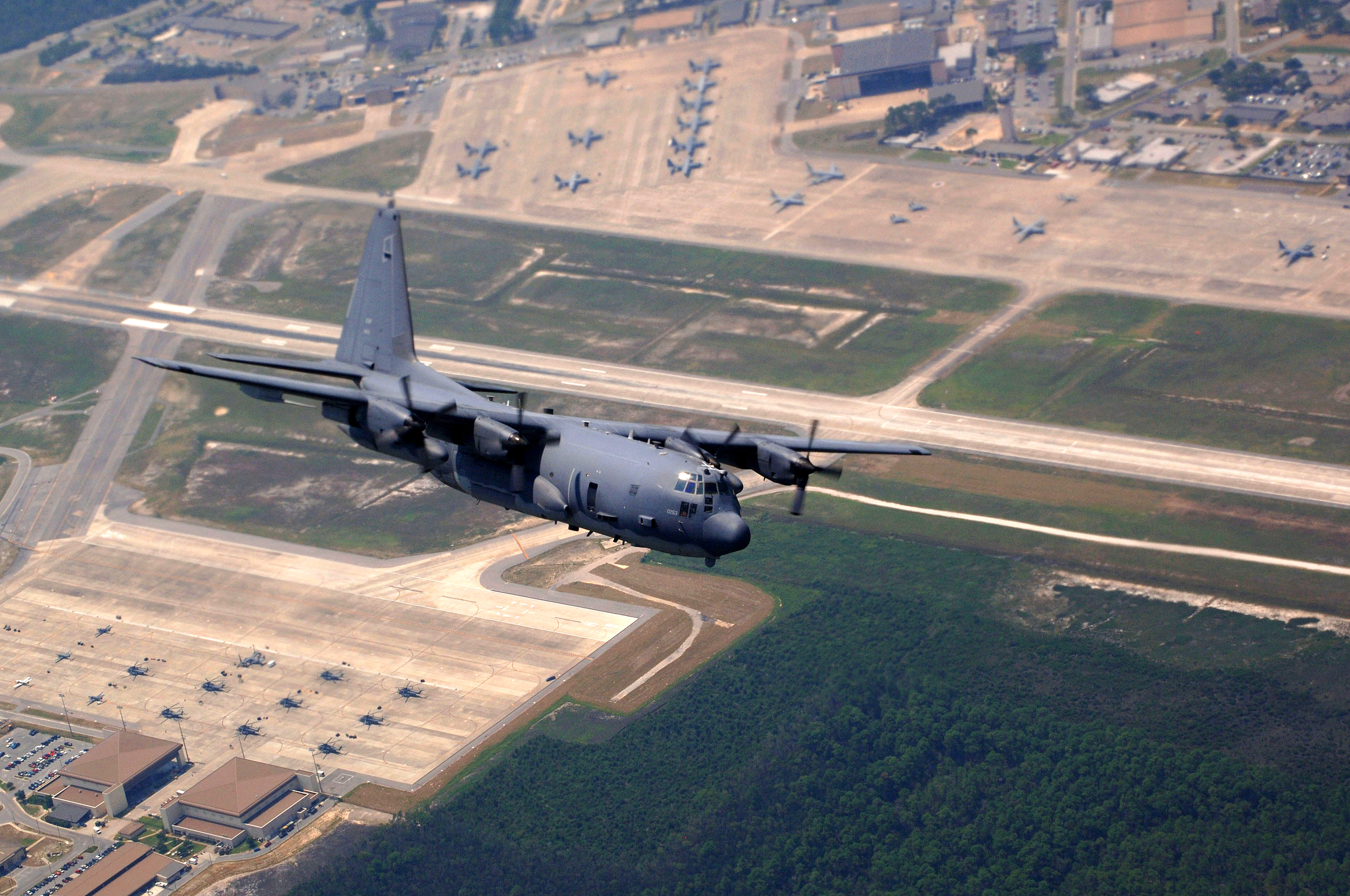
Un AC-130U Spooky al 4-th Special Operations Squadron deasupra Hurlburt Field FL, în data de 24 august 2007, într-o misiune de antrenament

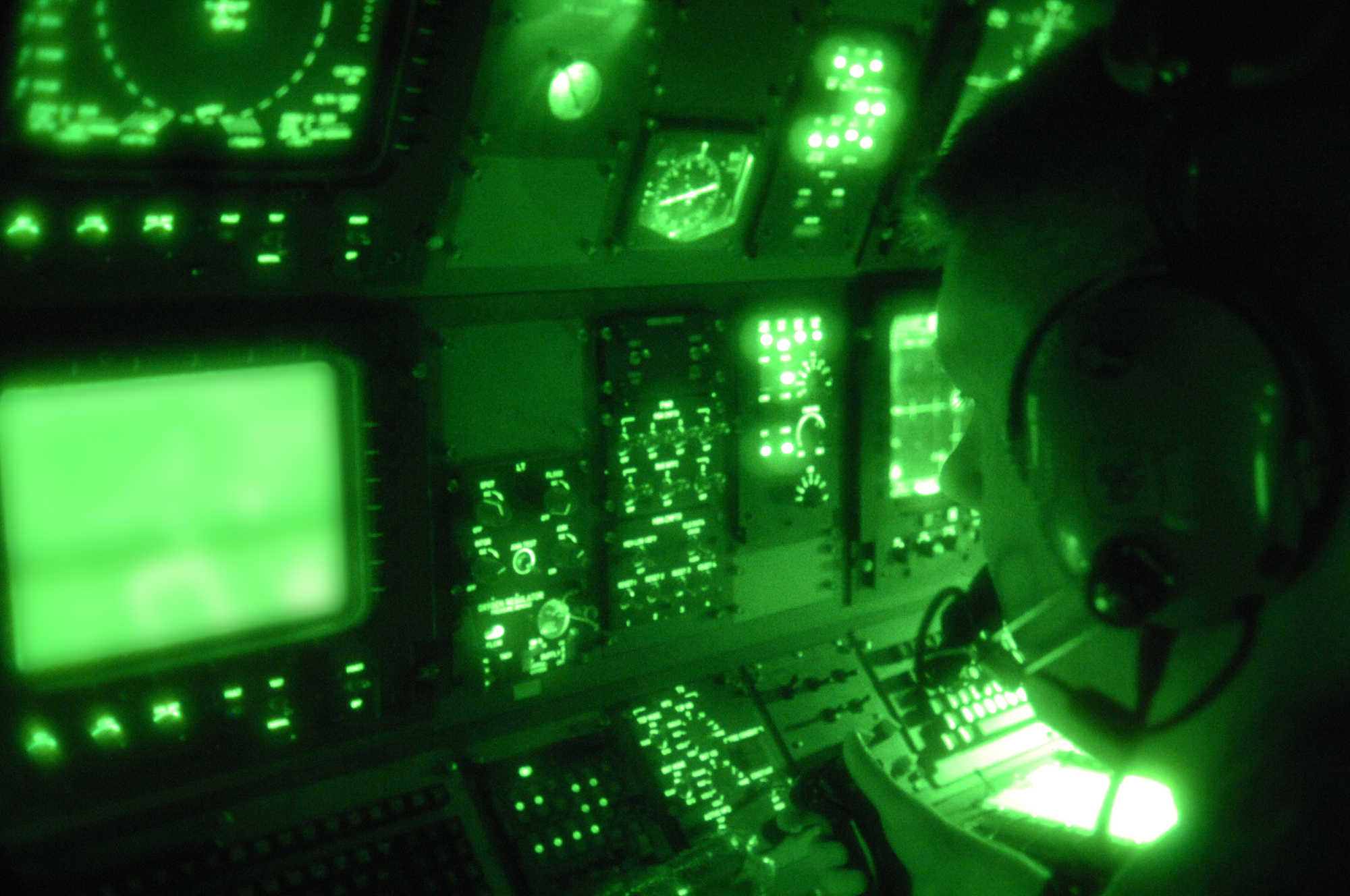
Un operator de senzori efectuează verificările sistemelor înainte de decolare

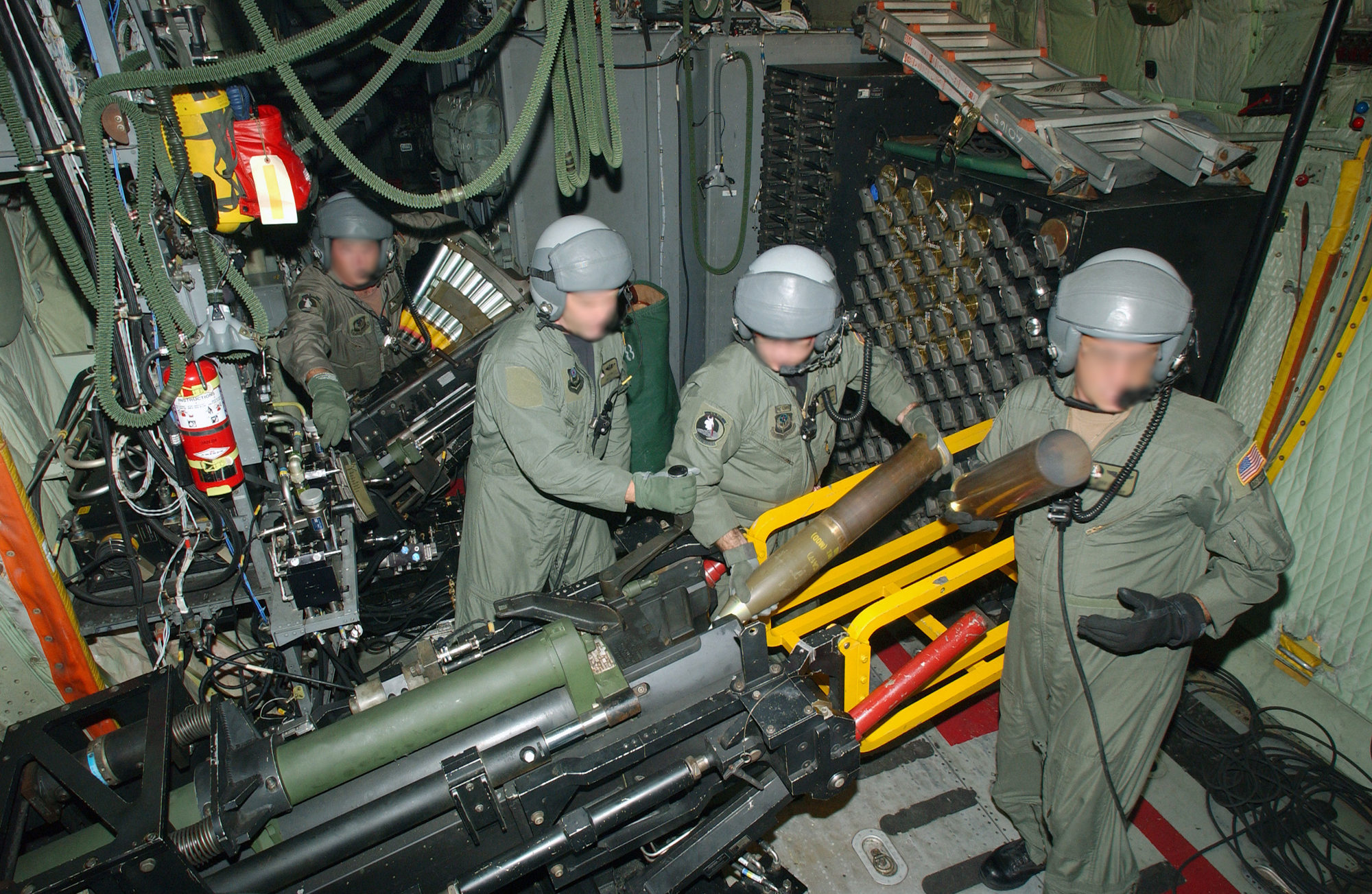
Artilerişti aerieni la bordul unui AC-130U Spooky încarcă tunul de 40 mm Bofors (în spate) şi tunul obuzier de 105 mm (în faţă) în timpul unei misiuni de antrenament

  - Air Force Special Operations Command
    - 1st Special Operations Wing
      - 4th Special Operations Squadron
      - 16th Special Operations Squadron
      - 19th Special Operations Squadron

## Date tehnice
- echipaj: 13
  - ofițeri: 5 (pilot, copilot, navigator, un controlor al focului artileriei și un specialist în război electronic )
  - subofițeri și soldați: 8 (inginer de zbor, operator radar, operator de detectare în infraroșu, șeful servanților artileriei de bord și patru servanți-trăgători).
- lățime: 40,40 m
- înălțime: 11,70 m
- greutate (încărcat): 55.520 kg
- greutate maximă de decolare: 69.750 kg
- motoare: Allison T56-A-15
- tipul motoarelor: turbopropulsoare
- viteza maximă: 480 km/h
- raza maximă de acțiune: 4.070 km
- altitudine maximă de zbor: 9.100 m

### Armament
AC-130A Project Gunship II
- 4× 7.62x51mm mitraliere NATO GAU-2/A
- 4× 20 mm tunuri automate Vulcan M61

AC-130A Surprise Package, Pave Pronto, AC-130E Pave Spectre
- 4× 7.62 mm mitraliere NATO GAU-2/A
- 2× 20 mm tunuri automate Vulcan M61
- 2× 40 mm tunuri Bofors L/60

AC-130E Pave Aegis
- 2× 20 mm tunuri automate Vulcan M61
- 1× 40 mm tun Bofors L/60
- 1× 105 mm tun-obuzier M102

AC-130H Pave Spectre II
- 1× 40 mm tun Bofors L/60
- 1× 105 mm tun-obuzier M102

AC-130U "Spooky" Gunship
- 1× 25 mm mitralieră Gatling cu 5 țevi GAU-12/U
- 1× 40 mm tun Bofors L/60
- 1× 105 mm tun-obuzier M102